# Koos Alberts
Koos Alberts, pseudonimo di Jacobus Johannes Krommenhoek, detto Koos (Amsterdam, 3 febbraio 1947 – Enschede, 28 settembre 2018), è stato un cantante olandese, annoverato tra gli interpreti più popolari del genere levenslied.
Professionalmente in attività a partire dalla metà degli anni ottanta, nel corso della sua  carriera pubblicò oltre una trentina di album.

## Biografia
Jacobus Johannes Krommenhoek, in seguito noto con il nome d'arte Koos Alberts, nasce ad Amsterdam il 3 febbraio 1947 e a partire dall'età di 7 anni viene cresciuto dalla nonna.
Dopo aver cantato a matrimoni, feste varie e nei campeggi estivi, nel 1983 viene scoperto durante un concorso che si tiene presso il celebre locale di Amsterdam Casa Rosso, con, concorso che gli permette di entrare in contatto con il compositore Peter de Wijn.
Nel dicembre del 1984 pubblica il suo primo singolo, intitolato Gisteren heeft zij mij verlaten e l'album eponimo, che rimane in classifica per una trentina di settimane, raggiungendo anche le primissime posizioni.
Pubblica quindi l'album Ik zal je nooit vergeten, che esce l'anno seguente, l'album Koos Alberts III e l'album natalizio Kerst met Koos, che escono nel 1986. Sempre nel 1986, duetta con André Hazes e Corry Konings; assieme alla cantante pubblica anche l'album Corry & Koos.
Nella notte tra il 28 e il 29 ottobre 1987, mentre sta facendo ritorno a casa con la propria auto dopo una trasferta a Rotterdam, Koos Alberts rimane vittima di un gravissimo incidente stradale nei pressi della sua abitazione di Hierden, in Gheldria, in seguito al quale viene dichiarato per qualche ora clinicamente morto.  Il cantante riesce però a riprendersi, ma a causa delle ferite riportate, è costretto a trascorrere il resto della propria vita su una sedia a rotelle.
Tornato sulle scene l'anno seguente, Koos Alberts pubblica il singolo Het leven gaat door uit, che nel giro di una settimana dall'uscita è certificato disco d'oro, e il singolo Eenmal kom jij terug, che raggiunge il secondo posto delle classifiche nei Paesi Bassi. Nello stesso anno, gli viene assegnato il Veronica-Award in qualità del cantante olandese più popolare.
Nel 1991, inizia a lavorare assieme allo scrittore Edward van Limdt a una propria autobiografia, intitolata Vechten voor gelucht. Due anni dopo, pubblica l'album Wat ik je zeggen wil, che viene certificato disco d'oro; nello stesso anno, pubblica l'album natalizio Mijn mooiste Kerstfeest.
Nel 1998,  in occasione dei mondiali di calcio incide il singolo Voetbalmedley WK '98.
Nel 2000 viene nominato cavaliere dell'Ordine di Orange-Nassau.
Nel 2015, viene organizzato un concorso musicale che porta il suo nome, il Koos Alberts Award. L'anno seguente, il cantante inizia ad accusare problemi di salute a causa un'infezione ai polmoni e di un'infezione alla vescica.
Koos Alberts muore a Enschede il 28 settembre 2018, all'età di 71 anni, a causa di un tumore alla vescica. Tre giorni dopo, in occasione dei Buma NL Awards, gli viene assegnato postumo lo Helden Oeuvreprijs,
Il 4 ottobre 2018 a Leusden vengono celebrati i funerali del cantante il cui corpo, il giorno seguente, viene cremato.

## Discografia parziale

### Album
- 1984 - Koos Alberts
- 1985 - Ik zal je nooit vergeten
- 1986 - Koos Alberts III
- 1986 - Kerst met Koos
- 1987 - Corry & Koos
- 1988 - Het leven gaat door
- 1989 - Nog vele jaren
- 1990 - Live
- 1991 - Zolang je van geluk kunt dromen
- 1993 - Wat ik je zeggen will
- 1993 - Mijn mooiste Kerstfeest
- 1994 - 10 jaar
- 1995 - Samen terug naar Mokum
- 1998 - Koos Alberts zingt Hollandse hits
- 1999 - 15 jaar Koos Alberts
- 2001 - Rondje Hollands
- 2002 - Rondje Hollands deel 2
- 2003 - 20 jaar 'n legende
- 2008 - Vechten voor geluk
- 2014 - 30 jaar Koos Alberts - Die mooie tijd

## Autobiografia
- Vechten voor gelucht

## Premi e riconoscimenti
- 1988: Veronica-Award
- 2018: Helden Oeuvreprijs (postumo)